# Selección masculina de rugby 7 de Rusia
La selección masculina de rugby 7 de Rusia también llamada Rusia 7 es el equipo nacional de la modalidad de seven (7 jugadores), a veces se denomina simplemente Osos al igual que la selección de 15.
Es gestionado por la Federación Rusa de Rugby y entre las principales competencias que se presenta está: la Copa Mundial y la Serie Mundial de la World Rugby.

## Uniforme
La selección usa indumentaria roja y blanca al igual que las selecciones rusas de otras disciplinas. Por lo general usa camisa roja y short blanco y a veces alterna ese orden. Las medias son rojas.

## Palmarés
- Sevens Grand Prix Series (4): 2007, 2009, 2016, 2017

## Participación en copas
| - Edimburgo 1993: no participó - Hong Kong 1997: no participó - Mar del Plata 2001: 9º puesto - Hong Kong 2005: 11º puesto - Dubái 2009: no participó - Moscú 2013: 17º puesto - San Francisco 2018: 14.º puesto - European Sevens Championship 2002: no participó - European Sevens Championship 2003: no participó - European Sevens Championship 2004: 7º puesto - European Sevens Championship 2005: 2º puesto - European Sevens Championship 2006: 2º puesto - European Sevens Championship 2007: Campeón - European Sevens Championship 2008: 9º puesto - European Sevens Championship 2009: Campeón - European Sevens Championship 2010: 3º puesto - Sevens Grand Prix Series 2011: 4º puesto - Sevens Grand Prix Series 2012: 6º puesto - Sevens Grand Prix Series 2013: 3º puesto - Sevens Grand Prix Series 2014: 4º puesto - Sevens Grand Prix Series 2015: 4º puesto - Sevens Grand Prix Series 2016: Campeón - Sevens Grand Prix Series 2017: Campeón - Sevens Grand Prix Series 2018: 3º puesto - Sevens Grand Prix Series 2019: 10º puesto | - Serie Mundial 99-00: no participó - Serie Mundial 00-01: 19º puesto empatado (0 pts) - Serie Mundial 01-02: 16º puesto empatado (0 pts) - Serie Mundial 02-03: 20º puesto empatado (0 pts) - Serie Mundial 03-04: 15º puesto empatado (0 pts) - Serie Mundial 04-05:? - Serie Mundial 05-06:? - Serie Mundial 06-07: 17º puesto (1 pt) - Serie Mundial 07-08: 17º puesto (1 pt) - Serie Mundial 08-09: no participó - Serie Mundial 09-10:? - Serie Mundial 10-11: 13º puesto (8 pts) - Serie Mundial 11-12: 17º puesto (10 pts) - Serie Mundial 12-13: 17º puesto (3 pts) - Serie Mundial 13-14: 18º puesto (1 pt) - Serie Mundial 14-15: 17º puesto (1 pt) - Serie Mundial 15-16: 14.º puesto (28 pts) - Serie Mundial 16-17: 14º puesto (29 pts) - Serie Mundial 17-18: 16º puesto (26 pts) - Clasificatorio a Río 2016: semifinalista - no ha clasificado |